# 林莎
林莎（1993年8月21日—），藝名Lisa 莉莎，台灣寫真女星，女藝人。

## 生涯
17歲起進入展場，曾擔任多年展場主持人，直到2019年得到機會推出個人寫真集，因而進入演藝圈。
曾登場於《綜藝玩很大》《綜藝大熱門》《小明星大跟班》《國光幫幫忙》《FHM男人幫》《愛玩客》《食尚玩家》《綜藝大集合》《星光歡樂城》等節目通告，2020年起為《食尚玩家》節目主持人，並在2023年踏入香港市場參與J2《自然系女子日本旅行》及HOY TV《女神同行》外景節目主持。
2020年7月，開設個人Youtube頻道。2021年6月開始於 17LIVE上直播，在 Instagram 上擁有超過110萬粉絲。
2024年，元元透露她的的寫真集是林莎全盤當攝影師。

## 感情生活
於螢光幕前與小鐘（鐘昀呈）在綜藝節目上被組為鐘莎戀CP ，私下也互動良好。
被八卦拍攝到與一名西裝男緊擁騎乘 Gogoro。

## 戲劇
| 年份   | 播放頻道                | 戲劇名稱             | 角色 | 性質 | 導演   |
| 2024年 | TVBS歡樂台、新傳媒U頻道 | 《完全省錢戀愛手冊》 | Joan |      | 彭兆鴻 |

## 綜藝節目
- 2022年TVBS歡樂台台視來吧！營業中 小幫手
- 2023年 《來吧！營業中》第二季實境節目成員，由謝金燕擔任藝術總監，帶領修杰楷、楊銘威、邱勝翊、謝依霖、林莎、黃柏峰、珮含、鍾岳軒、及原子少年共同經營美容沙龍店。
- 2023年4月18日 TVBS《11點熱吵店》
- 2023年4月21日 TVBS《女人我最大》
- 2023年《自然系女子日本旅行》主持
- 2024年 TVBS歡樂台《食尚玩家-天菜就醬吃》主持
- 2024年 香港開電視《女神同行》主持
- 2024年 香港開電視《邊走邊煮滋味行》主持
- 2024年 東森綜合台 《歡迎光臨-等你來家1第二季》主持
- 2025年 公視 《不在我的世界當勇者》 主持
- 2025年 東森綜合台 《全村的希望》 主持

## MV
- 2023年：郭嘉駿(193) 《以為只是沒送花 （页面存档备份，存于）》[7]

## 寫真書
| 年份   | 劇名                                        | 出版日期   | ISBN          |
| 2019年 | 揭開．面莎 super Lisa 林莎寫真書            |            | 9789571085340 |
| 2021年 | Super Lisa 林莎 珍愛收藏版數位寫真 (電子書) | 2021-05-14 | 9789571093222 |
| 2021年 | 莎甜苦辣 Super Lisa 林莎寫真書              | 2021-11-17 |               |
| 2023年 | 《友達以上，莎元滿滿》 林莎 x 元元寫真書    | 2023-03-17 |               |
| 2024年 | 3分鐘熱度-林莎 OKINAWA 沖繩写真-            | 2024-06-04 |               |

## 外部連結
- 林莎的Facebook專頁
- 林莎的Instagram帳戶
- YouTube上的林莎頻道